# Девочка, которая умерла
«Девочка, которая умерла» (англ. The Girl Who Died) — пятая серия девятого сезона британского научно-фантастического телесериала «Доктор Кто». Премьера серии состоялась 17 октября 2015 года на канале BBC One.
Действие происходит в деревне викингов. Девушка по имени Эсхильда объявляет войну самым опасным наёмникам в галактике, и у Доктора и Клары есть 12 часов, чтобы превратить фермеров и кузнецов в бойцов, способных дать им отпор.

## Синопсис
Попав в плен к викингам, Доктор и Клара должны помочь защитить их деревню от космических воинов из будущего — майров. Учитывая недостаток людей и оружия, исход можно предсказать заранее, так почему же Доктор так заинтригован одной-единственной девушкой-викингом?

## Связь с другими сериями
В этой серии Доктор наконец понимает, почему выбрал своё нынешнее лицо. Объяснение включает в себя флэшбэки с Десятым Доктором, Донной Ноубл и Цецилием (которого также играл Питер Капальди) из эпизода «Огни Помпеи», а также из первого эпизода восьмого сезона «Глубокий вдох».

## Съёмки
Вместе с эпизодом «Женщина, которая выжила» серия вошла в третий съёмочный блок. Съёмки проходили в апреле 2015 года.